# Невско-Василеостровская линия
Не́вско-Василеостро́вская линия — третья линия Петербургского метрополитена. Соединяет через центр северо-западные и юго-восточные районы Санкт-Петербурга на левом берегу Невы.  Первая очередь «Василеостровская» — «Площадь Александра Невского» длиной 6,7 км с 4 станциями открыта 3 ноября 1967 года. На линии имеются участки как глубокого, так и мелкого заложения. Сегодня в состав линии входят 12 станций, её общая протяжённость — 28,8 км, что делает её третьей по протяжённости. На схемах и указателях обозначается зелёным цветом и пиктограммой .

## История

### Хронология пусков
| Дата пуска            | Участок                                            | Длина     | Кол-во станций |
| --------------------- | -------------------------------------------------- | --------- | -------------- |
| 3 ноября 1967 года    | «Василеостровская» — «Площадь Александра Невского» | 6,7 км    | 4              |
| 25 декабря 1970 года  | «Площадь Александра Невского» — «Ломоносовская»    | 5,8 км    | 2              |
| 29 сентября 1979 года | «Василеостровская» — «Приморская»                  | 2,2 км    | 1              |
| 10 июля 1981 года     | «Ломоносовская» — «Обухово»                        | 4,3 км    | 2              |
| 28 декабря 1984 года  | «Обухово» — «Рыбацкое»                             | 3,6 км    | 1              |
| 1986 год              | «Рыбацкое» — ТЧ-5 «Невское»                        | 1,1 км    |                |
| 26 мая 2018 года      | «Приморская» — «Беговая»                           | 5,1 км    | 2              |
|                       | Всего:                                             | 27,622 км | 12 станций     |

### История переименований
| Дата                 | Старое название | Нынешнее название |
| -------------------- | --------------- | ----------------- |
| 14 августа 2020 года | Новокрестовская | Зенит             |

### История строительства
Первоначально планировали построить линию со станциями: «Красная площадь» (Площадь Александра Невского) — «Площадь Восстания» (нынешняя «Маяковская») — «Литейный проспект» — «Невский проспект» (нынешняя «Гостиный двор») — «Мариинская площадь» (на Исаакиевской площади) — «Театральная площадь» — «Большой проспект В. О.». Несколько позднее планы пересмотрели и утвердили следующее направление линии: «Василеостровская» — «Адмиралтейская» — «Невский проспект» — «Площадь Восстания» — «Площадь Александра Невского» — «Хрустальная».
В 1967—1979 годах — единственная линия с однотипными станциями («горизонтальный лифт»).

#### Промежуточные станции
На этой линии первоначально планировалось построить станции в два раза чаще:
«Приморская» — «Гавань» — «Василеостровская» — «Университетская» — «Адмиралтейская» — «Гостиный двор» — «Аничков мост» — «Маяковская» — «Площадь Александра Невского» — «Смоляная» — «Хрустальная» — «Елизаровская» — «Ивановская» — «Щемиловка» — «Обухово». Из соображений экономии было решено отложить строительство большей части станций и построить только часть, а остальные встроить позже. Но поскольку строительство станций глубокого заложения без остановки движения представляется весьма сложной технической задачей, от строительства этих станций в настоящее время отказались. Предусмотрено строительство только станции «Адмиралтейская» (с пересадкой на станцию «Адмиралтейская» пятой линии), из-за важности этого пересадочного узла для разгрузки напряжённого перехода «Гостиный двор» — «Невский проспект».

### Продолжение линии после станции «Ломоносовская»
К 1970-м годам очень остро стояла проблема отсутствия собственного депо у Невско-Василеостровской линии. Финальный участок линии включал в себя две станции: «Щемиловка» (название условное, перекрёсток улиц Бабушкина и Шелгунова; станция мелкого заложения) и «Обухово» (наземная станция), а также депо. В 1972 году тупики за станцией «Ломоносовская» были удлинены на 600 метров с уменьшением глубины их заложения (уклон 40 тысячных).
Обделка тоннеля собрана из двух видов тюбингов — сначала железобетонных, а затем — чугунных. Чаще всего такая конструкция обделки применяется при пересечении тоннелями водоносных слоёв.
Впоследствии планы строительства были изменены и за «Ломоносовской» были построены новые тоннели и станции глубокого заложения «Пролетарская» и «Обухово». По одной из версий, причиной изменения планов стало обнаружение газа при выведении туннелей на поверхность под улицей Бабушкина, по другой — решение строить станцию рядом с заводом «Большевик». Депо было построено в Рыбацком, где также была построена станция.
Удлинённые участки тупиков станции «Ломоносовская» были выведены из эксплуатации при пуске участка «Ломоносовская — Обухово» и частично отсечены бетонными пробками с переборкой обделки. Тоннели было решено сохранить, однако они никак не используются: со сводов свисают сталактиты (из-за протечек грунтовых вод и плохой вентиляции), а из действующего тоннеля в них можно попасть только через технические сбойки (фото).

### Участок Приморская — Беговая
- В декабре 2015 года в стартовом котловане на Туристской улице состоялся торжественный пуск горнопроходческого щита «Надежда»[14][15] производства фирмы Herrenknecht, который использовался для проходки двухпутного тоннеля диаметром 10,3 м на Фрунзенском радиусе.
- К апрелю 2016 года щит прошёл 900 метров[16].
- К маю 2016 года было пройдено 1200 метров, щит подошёл к будущей «Беговой»[17].
- К августу 2016 года было пройдено 1800 метров[18].
- В октябре 2016 года щит «Надежда» начал проходку под акваторией Финского залива[19]. Второй щит, КТ-1-5,6 М, начал проходку однопутного тоннеля от станции «Приморская» до места соединения с двухпутным тоннелем, который был пройден в 2017 году от будущей «Новокрестовской»[20].
- К январю 2017 года было пройдено более 3000 метров, щит «Надежда» дошёл до будущей «Новокрестовской»[21][22].
- К февралю 2017 года было пройдено 3200 метров, щит начал движение от будущей «Новокрестовской» к «Приморской»[23][24].
- К апрелю 2017 года было пройдено около 4000 метров[25].
- К маю 2017 года щит «Надежда» дошёл до Васильевского острова[26][27].
- К июлю 2017 года щит прошёл около 5000 м[28].
- 25 августа 2017 года щит «Надежда» завершил проходку двухпутного участка Невско-Василеостровской линии от будущей станции «Беговая» до «Приморской»[29][30].
- 13 мая 2018 года в 10:00 был полностью открыт в тестовом режиме участок «Приморская» — «Новокрестовская»[31], входящий в состав участка «Приморская» — «Беговая», а затем в 19:00 того же дня был закрыт[32]. За это время станцией «Новокрестовская» воспользовались более 17,5 тысяч пассажиров[33].
- 26 мая 2018 года в 21:00 станции «Новокрестовская» и «Беговая» введены в постоянную эксплуатацию.

По мнению некоторых экспертов, станция «Новокрестовская» будет иметь крайне небольшой пассажиропоток (кроме дней проведения футбольных матчей) и потому её строительство было не вполне целесообразно. Однако отмечается, что без «Новокрестовской» нельзя было бы сдать «Беговую», так как при длине тоннеля более 3 километров нужно было бы обустраивать дополнительный выход на поверхность. 14 августа 2020 года станция переименована в «Зенит».

## Станции
Все станции Невско-Василеостровской линии, кроме «Рыбацкого», «Зенита» и «Беговой», имеют островные платформы.
|  | Название станции                           | Дата открытия    | Тип станции                               | Глубина, (м) | Координаты                      | Район города           | Вид станции |
|  | ------------------------------------------ | ---------------- | ----------------------------------------- | ------------ | ------------------------------- | ---------------------- | ----------- |
|  | Беговая                                    | 26 мая 2018      | колонная многопролётная мелкого заложения | 17           | 59°59′14″ с. ш. 30°12′08″ в. д. | Приморский район       |             |
|  | Зенит до 14 августа 2020 «Новокрестовская» | 26 мая 2018      | колонная многопролётная мелкого заложения | 17           | 59°58′20″ с. ш. 30°12′42″ в. д. | Петроградский район    |             |
|  | Приморская                                 | 28 сентября 1979 | колонно-стеновая                          | 68           | 59°56′54″ с. ш. 30°14′03″ в. д. | Василеостровский район |             |
|  | Василеостровская                           | 3 ноября 1967    | закрытого типа                            | 64           | 59°56′33″ с. ш. 30°16′41″ в. д. | Василеостровский район |             |
|  | Гостиный двор                              | 3 ноября 1967    | закрытого типа                            | 56           | 59°56′01″ с. ш. 30°19′58″ в. д. | Центральный район      |             |
|  | Маяковская                                 | 3 ноября 1967    | закрытого типа                            | 51           | 59°55′53″ с. ш. 30°21′17″ в. д. | Центральный район      |             |
|  | Площадь Александра Невского                | 3 ноября 1967    | закрытого типа                            | 54           | 59°55′27″ с. ш. 30°23′09″ в. д. | Центральный район      |             |
|  | Елизаровская                               | 21 декабря 1970  | закрытого типа                            | 62           | 59°53′48″ с. ш. 30°25′24″ в. д. | Невский район          |             |
|  | Ломоносовская                              | 21 декабря 1970  | закрытого типа                            | 65           | 59°52′38″ с. ш. 30°26′30″ в. д. | Невский район          |             |
|  | Пролетарская                               | 10 июля 1981     | колонная                                  | 72           | 59°51′54″ с. ш. 30°28′12″ в. д. | Невский район          |             |
|  | Обухово                                    | 10 июля 1981     | односводчатая                             | 62           | 59°50′55″ с. ш. 30°27′27″ в. д. | Невский район          |             |
|  | Рыбацкое                                   | 28 декабря 1984  | крытая наземная                           | 0            | 59°49′51″ с. ш. 30°30′00″ в. д. | Невский район          |             |

### Типы станций

#### Колонная станция глубокого заложения
На Невско-Василеостровской линии станции такого типа появились на пусковых участках «Василеостровская» — «Приморская» и «Ломоносовская» — «Обухово» в 1979 и 1981 годах.
На 2025 год таких станций на Невско-Василеостровской линии две — «Приморская» (1979) и «Пролетарская» (1981).

#### Односводчатая станция глубокого заложения
Данный тип станции не имеет никаких конструктивных элементов, помимо свода, и представляет собой однообъёмный большой зал. На Невско-Василеостровской линии единственная станция такого типа — «Обухово» — появилась на пусковом участке «Ломоносовская» — «Обухово» в 1981 году.

#### Станция закрытого типа
На Невско-Василеостровской линии станции такого типа появились в составе первой очереди «Василеостровская» — «Площадь Александра Невского» в 1967 году. На платформах таких станций, которые строились из соображений дешевизны и быстроты, есть раздвижные двери.
На 2025 год таких станций на Невско-Василеостровской линии шесть — «Василеостровская», «Гостиный двор», «Маяковская», «Площадь Александра Невского» (1967); «Елизаровская» и «Ломоносовская» (1970).

#### Наземная станция
Единственная наземная станция на линии — «Рыбацкое» — появилась в 1984 году и является конечной станцией на юге линии.

#### Колонная станция мелкого заложения
Впервые на Невско-Василеостровской линии такие станции появились на пусковом участке «Приморская» — «Беговая» в 2018 году. Такие станции располагаются на глубине не более 15 метров и имеют высокую пропускную способность в часы пик.
На 2025 год таких станций на Невско-Василеостровской линии две — «Зенит» и «Беговая». Обе эти станции имеют боковые платформы и раздвижные платформенные двери.

## Пересадки
С севера на юг:
| Со станции                    | На станцию                    |
| ----------------------------- | ----------------------------- |
| «Гостиный двор»               | «Невский проспект»            |
| «Маяковская»                  | «Площадь Восстания»           |
| «Площадь Александра Невского» | «Площадь Александра Невского» |

Пересадка на пятую линию отсутствует — не построена станция «Адмиралтейская-2». Продление линии на север планируется с организацией пересадки со станции «Каменка» на ныне проектируемую станцию пятой линии «Шуваловский проспект».

## Электродепо

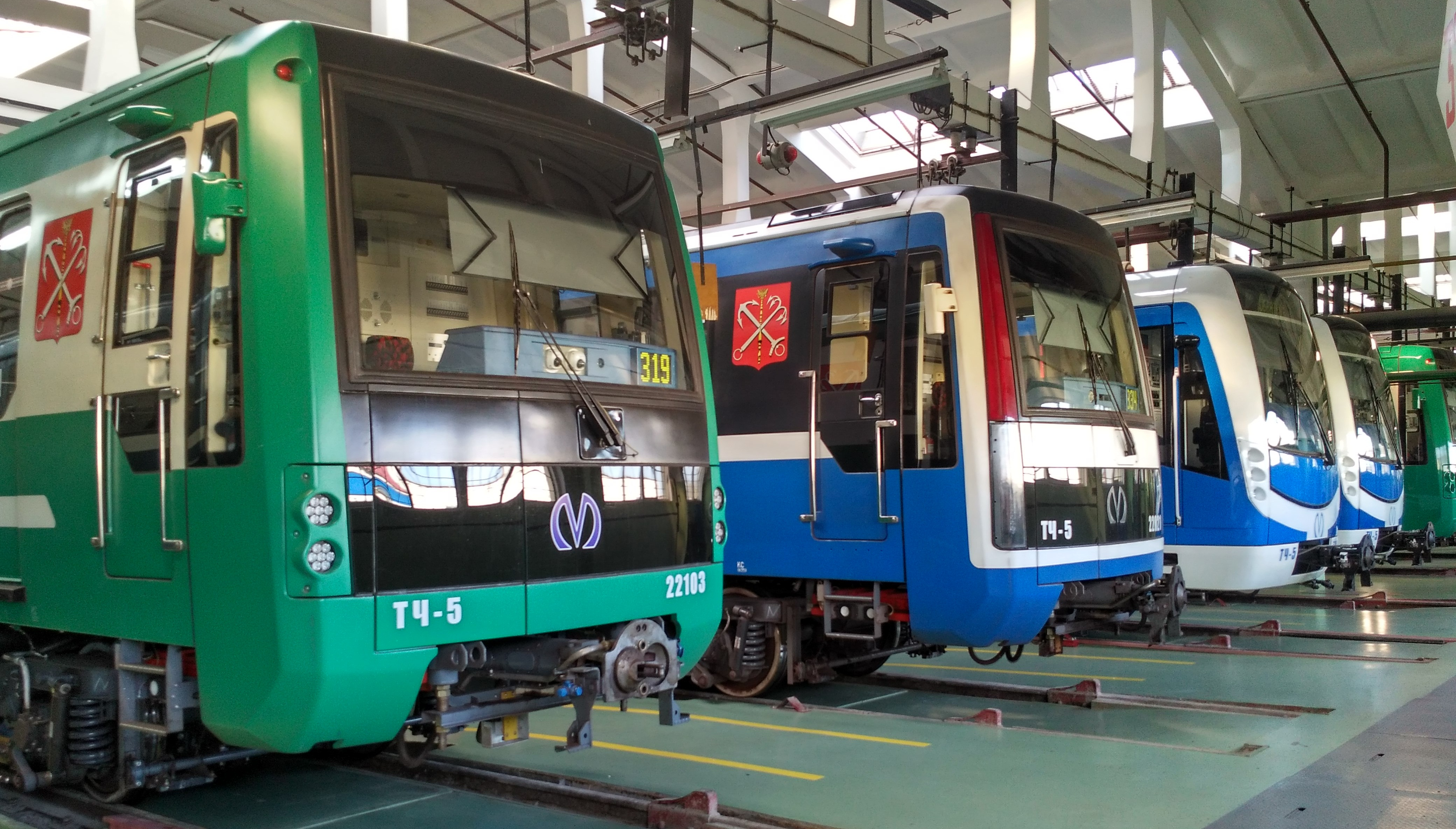
Вагоны «Юбилейный» и «НеВа» двух и трёх моделей: модификация 81-722.3 (22103), базовый (оригинальный) 81-722 (22021) с 81-556 (56009) и модификация 81-556.1 (56027) и 81-556.2

Линия обслуживается ТЧ-5 «Невское», расположенным за станцией «Рыбацкое». 
В 1967—1979 годах обслуживание велось депо  ТЧ-1 «Автово». В 1979—1995 годах линия обслуживалась ТЧ-4 «Северное», которое в результате аварии «Размыв» оказалось на отрезанном участке Кировско-Выборгской линии, в связи с чем обслуживание Невско-Василеостровской линии прекратило.

## Подвижной состав

### Количество вагонов в составах
| Количество | Годы      |
| ---------- | --------- |
| 4          | 1967—1970 |
| 5          | 1970-1971 |
| 6          | с 1971    |

Дальнейшее увеличение числа вагонов невозможно из-за коротких станций, рассчитанных лишь на 6 вагонов. Кроме того, из-за наличия станций закрытого типа на линии невозможно использовать поезда, состоящие из вагонов с иной проектировкой, поскольку станции такого типа задают строго определённый интервал между дверьми.

### Особенности схемы наполнения вагонов
- С середины 1970-х до 1991 года использовалась нестандартная схема наполнения вагонов. При движении от «Рыбацкого» к «Приморской» последние вагоны открывались для пассажиров лишь на станции «Маяковская». Остановка поезда на станции «Обухово» осуществлялась так, чтобы последний вагон оказался в тоннеле. На станциях «Пролетарская» и «Рыбацкое» часть платформы, на которой останавливался последний вагон, была огорожена. На станциях закрытого типа двери, ведущие в последний вагон, были заблокированы.
- При движении от «Приморской» к «Рыбацкому» посадка пассажиров в первые два вагона на станциях «Приморская» и «Василеостровская» не осуществлялась. На «Приморской» часть платформы, напротив которой останавливались первые два вагона, была огорожена и доступна только персоналу метрополитена. На «Василеостровской» станционные двери, ведущие в первые два вагона, были заблокированы. Во второй вагон пассажиров начинали пускать на «Гостином дворе», а в первый — на «Маяковской».
- В 1991 году эту схему пересмотрели, теперь все шесть вагонов при движении от «Рыбацкого» к «Приморской» открыты везде. На «Приморской» при движении в сторону «Рыбацкого» до 2018 года был перекрыт доступ пассажиров в первый вагон. Но если до 1998 года он шёл без пассажиров до «Маяковской», то после 1998 года посадку на него разрешали уже на «Василеостровской».
- С 2018 года в связи с продлением линии на северо-запад и отсутствием ограничений на станциях «Беговая» и «Зенит» на всех станциях линии все вагоны доступны для посадки.

### Тип подвижного состава
| Тип                      | Период                                         |
| ------------------------ | ---------------------------------------------- |
| Ем, Ема, Емх             | 1967—1983 1998 — 30 октября 2015               |
| Ем-501, Ема-502, Емх-503 | 1967-1983 1998 — 13 ноября 2015                |
| 81-717/714               | 1981— 2018                                     |
| 81-717.5/714.5           | 1990—1998                                      |
| 81-540/541               | 1997—2018                                      |
| 81-540.7/541.7           | 2002—2016                                      |
| 81-540.5/541.5           | 2005—2007 (головные) 2005—2018 (промежуточные) |
| 81-717.5П/714.5П         | 2013—2018                                      |
| 81-556/557/558           | 2013 — настоящее время                         |
| 81-722/723/724           | 2015—2020 2022 — настоящее время               |
| 81-556.1/557.1/558.1     | 2016 — настоящее время                         |
| 81-722.3/723.3/724.3     | 2017 — настоящее время                         |
| 81-556.2/557.2/558.2     | 2018 — настоящее время                         |

## Технические подробности

### Напольное оборудование
На линии основным средством сигнализации является автоблокировка с автостопами и защитными участками, дополненная АЛС-АРС. На линии применяется система автоведения ПАМ-АТП (поездная аппаратура модернизированная, для поездов с асинхронным тяговым приводом); выполнение графика движения поездов также обеспечивается путевым устройством индикации.

### Для машинистов
В 2018 году на линии была установлена уникальная система «Штурман», суть которой заключается в мониторинге состояния машиниста в реальном времени во время работы на линии. Анализируются такие параметры, как сердечный ритм, давление, пульс и другие физические параметры машиниста каждую секунду во время движения. Это позволяет максимально исключить влияние человеческого фактора для предупреждения возникновения нештатной ситуации и повысить безопасность перевозок. Система представляет собой датчики, встроенные в специальную гарнитуру, закреплённую на ухе машиниста, причём они все изготавливались по слепкам ушной раковины каждого сотрудника и настроены лично на каждого машиниста и в режиме «онлайн» передают информацию о состоянии организма на бортовой компьютер. Дальше информация обрабатывается и передается оператору. Если система определяет, что машинист может потерять концентрацию или достигнуть состояния монотонии, оператор связывается с ним через машиниста-инструктора и даёт предупреждение. В случае дальнейшего ухудшения состояния здоровья или появления рассеянности внимания машиниста заменят. Обновлённая система «Штурман» позволяет также учитывать и анализировать всю информацию о состоянии машинистов во время движения на протяжении разных временных отрезков. Благодаря этим данным специалисты метрополитена могут составить наиболее подходящий график работы для каждого сотрудника и значительно увеличить срок нахождения на линии машинистов в нормальном рабочем состоянии.

## Недочёты при строительстве
Согласно архивным документам от 3 декабря 1963 года, против строительства находящихся на линии станций закрытого типа возражал ряд сотрудников  метрополитена, указывая, в частности, на то, что их достоинства в виде быстроты возведения (как изначальное обоснование их появления) сводятся на нет при эксплуатации — на линии снижается пропускная способность вследствие необходимости более точной остановки для совмещения дверей поезда и станции (± 0,45 м), а также общие повышенные затраты на обслуживание. До Невско-Василеостровской линии, четыре станции первой очереди которой, несмотря на призывы сотрудников, были только закрытого типа, на первой очереди Московско-Петроградской линии она была одна и она же — первая в мире (и на этой же линии — последняя), что явилось следствием её открытия в период действия постановления ЦК КПСС и Совета министров СССР «Об устранении излишеств в проектировании и строительстве» от 4 ноября 1955 года.

## Перспективы
- Продление линии на север — согласно программе развития метрополитена, принятой 28 июня 2011 года на заседании правительства Санкт-Петербурга, планируется продление Невско-Василеостровской линии в Осиновую Рощу, c шестью станциями: «Богатырская», «Каменка», «Парашютная», «Академгородок», «Парголово» и «Осиновая Роща»[47].
16 сентября 2011 года Комитет по транспорту Санкт-Петербурга объявил конкурс на проектирование участка Невско-Василеостровской линии от станции «Приморская» до станции «Каменка»[48].

Планировка линии на север оттягивается/затягивается на полтора года до 22 января 2022.
10 июня 2023 года началось строительство продолжения линии от станции «Беговая» в сторону перспективной станции «Каменка». Виды станций.

## Особенности
- Центральный участок линии проходит вдоль всего Невского проспекта — главной улицы Петербурга.
- На линии имеется шесть станций закрытого типа, идущих подряд от «Василеостровской» до «Ломоносовской».
- Линия имеет всего одну односводчатую станцию — «Обухово».
- На всех линиях путь, который выходит из основного депо, является первым. А на этой линии — наоборот: путь, выходящий из депо «Невское», является вторым. Это связано с так и не построенным основным депо за «Василеостровской» в районе Гавани[9].
- C 25 мая по 2 июня 2009 года станции на третьей линии объявлялись голосом Михаила Боярского[52].
- 3 перегона из одиннадцати имеют длину более трёх километров: «Рыбацкое» — «Обухово» — 3,6 километра; «Елизаровская» — «Площадь Александра Невского-1» — 3,42 километра (предполагалось строительство станции «Хрустальная»); «Гостиный двор» — «Василеостровская» — 3,25 километра (предполагалось строительство станции «Университетская», планируется строительство станции «Адмиралтейская-2»). Первый из вышеперечисленных является самым длинным в Петербургском метрополитене[53].
- С 14 по 20 ноября 2011 года в рамках проекта «Международная неделя в метро» оповещения в вагонах поездов дублировались на английском языке.
- Северо-западный участок линии прошёл в местах бывших отмелей Финского залива (Крестовская и Собакина отмели).
- После открытия станций «Зенит» и «Беговая» линия имеет наибольшее количество станций с береговыми платформами, их три; первые две из них идут друг за другом подряд.
- На этой линии расположены самая западная («Беговая»), а также самая восточная («Рыбацкое») станции в городе, причём самая западная является таковой в России (антипод — новосибирская станция метро Золотая Нива, расположенная на такой же зелёной Дзержинской линии).
- На этой линии есть единственная станция, к которой не подведён ни один маршрут наземного общественного транспорта — «Зенит».

### Комментарии
1. ↑  После 1993 года[2] все линии в навигации обозначаются номерами и цветами[3], однако названия линий, образованные от соединяемых ими районов, продолжают использоваться в рабочей документации[4]